# 33.
◄ | 1. stoljeće pr. Kr. | 1. stoljeće | 2. stoljeće | ►
◄ | 0-ih | 10-ih | 20-ih | 30-ih | 40-ih | 50-ih | 60-ih | ►
◄◄ | ◄ | 30. | 31. | 32. | 33. | 34. | 35. | 36. | ► | ►►
Astronomija • Književnost • Kršćanstvo

## Događaji
- Prema nekim teorijama, razapet i uskrsnuo Isus Krist (prema drugima je to bilo 30.)

## Smrti
- Isus Krist (možda zapravo 30. godine, a ne 33.)

## Vanjske poveznice
|  | Zajednički poslužitelj ima još gradiva o temi 33. |